# Gyposaurus
Gyposaurus („ještěr - sup“) je pochybný a potenciálně vědecky neplatný rod sauropodomorfního dinosaura, žijícího v období rané jury (věk sinemur, asi před 197 až 189 miliony let) na území současného Oranžského svobodného státu v Jihoafrické republice.

## Historie

Gyposaurus - silueta těla

Fosilie v podobě nekompletní kostry byly objeveny v souvrství (Upper) Elliot a popsány paleontologem Robertem Broomem roku 1911 pod jménem Gyposaurus capensis. Později byl tento rod synonymizován s rodem Anchisaurus a následně s rodem Massospondylus, což je uznáváno dodnes. Patrně se jednalo o zástupce čeledi Anchisauridae.

## Zařazení
V roce 1940 byl z Číny (geologické souvrství Lu-feng) popsán další potenciální druh G. sinensis, ten byl ale později synonymizován s rodem Lufengosaurus. Mohlo by se však jednat o odlišný a tedy validní (vědecky platný) taxon. Jak ukazují novější výzkumy, Gyposaurus sinensis by měl ve skutečnosti nejspíš představovat mladší synonymum druhu Lufengosaurus huenei.